# المزور (بعدان)

تعديل مصدري - تعديل

المزور هي إحدى قرى عزلة حيسان بمديرية بعدان التابعة لمحافظة إب، بلغ تعداد سكانها 200 نسمة حسب تعداد اليمن لعام 2004.